# Ulam-Buriasz
Ulam-Buriasz (kas. Ulam-Buriaš, tłum. „Syn(?) boga Buriasza”) – według Kroniki wczesnych królów jeden z kasyckich władców Babilonii, brat i następca Kasztiliasza III, wuj Aguma III, wymieniany w tej kronice jako ten, który dokonał podboju Kraju Nadmorskiego:
„Ea-gamil, król Kraju Nadmorskiego, uciekł do Elamu. Później Ulam-Buriasz, brat Kasztiliasza (III), Kasyta, zebrał swą armię, podbił Kraj Nadmorski (i) rządził krajem”